# Ивановка (Лиманская городская община)
Ива́новка (укр. Іванівка) — село в Краматорском районе Донецкой области Украины.
Код КОАТУУ — 1423085404. Население по переписи 2001 года составляет 129 человек. Население села эвакуировано. Телефонный код — 6261.

## Местная власть
Село Ивановка входит в состав Лиманский городской общины.
Адрес местного совета: 84400, Донецкая область, Краматорский р-н, г. Лиман, ул. Независимости, 46.